# Ducati 748
La Ducati 748 fue una motocicleta deportiva de la marca Ducati, fabricada entre 1994 y 2002. La 748 fue la versión pequeña de la Ducati 916, y fue reemplazada en 2003 por la Ducati 749.

## Diseño

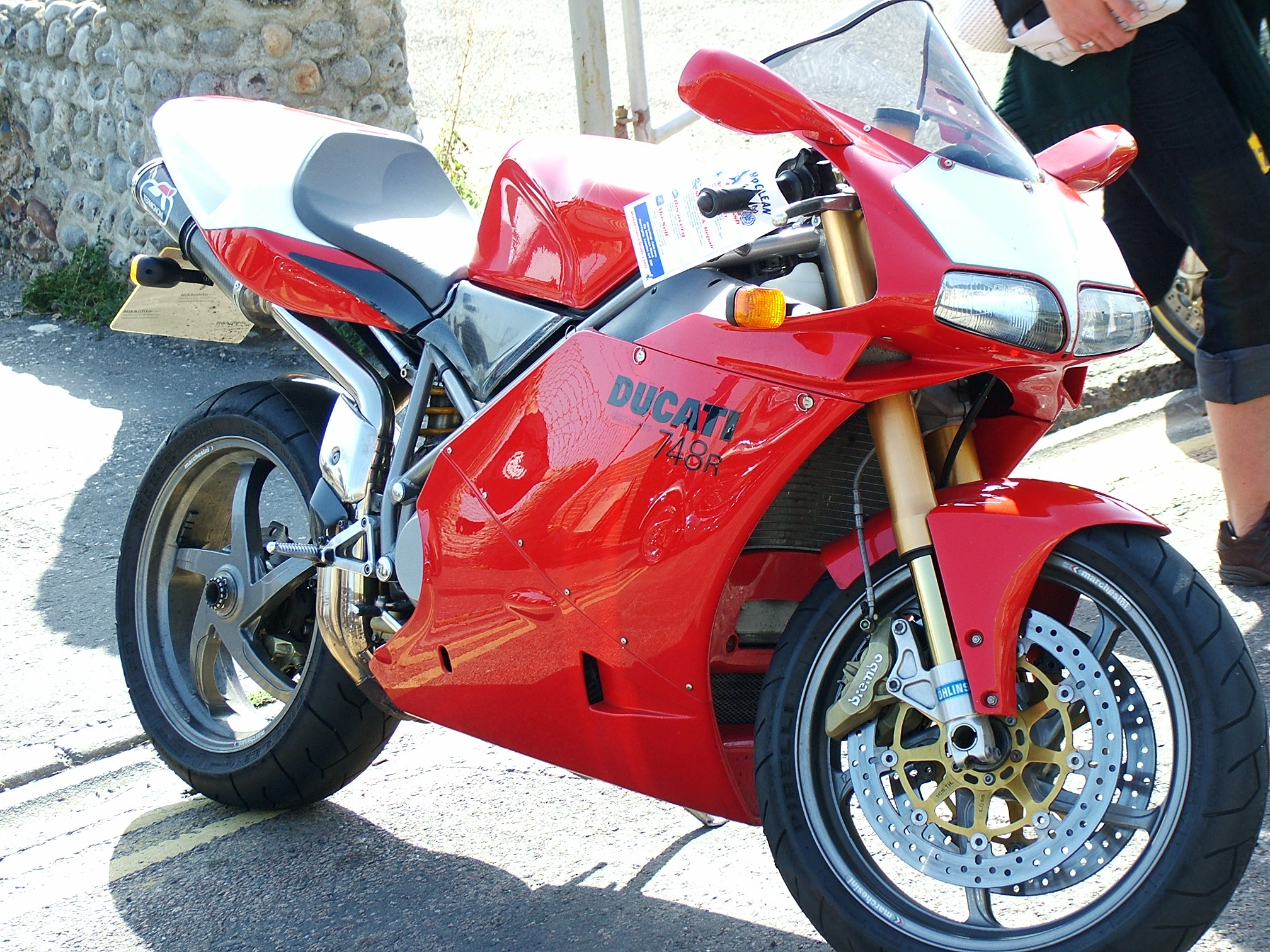
Ducati 748R

El motor Ducati Desmoquattro comenzó como un motor 748 cm³ de cilindrada, con culatas que originalmente estaban diseñadas para un diámetro más pequeño que el 916, por lo que era de esperar la introducción de una versión más pequeña del 916.2
La Ducati 748 es idéntica en casi todos los aspectos a la 916, ambas creaciones son del diseñador de Ducati, Massimo Tamburini, y ambas comparten algunos elementos de diseño con la Ducati Supermono. Las únicas diferencias son el tamaño de los neumáticos traseros (180/55/17 frente a los 190/50/17 del 916) y la capacidad del motor (88 mm de diámetro y 61,5 mm de carrera) de 748 cm³. La carrera más corta del pistón del motor brinda un techo de revoluciones más alto de 11500 RPM, y los pistones más pequeños ayudan al motor a acelerar más rápidamente.

## Variantes
Ducati produjo varias versiones de la 748, comenzando con la 748 Biposto (biplaza) en 1994 y más tarde las 748 SP fabricadas en 1995–96 y las 748 SPS entre 1996–99 como opciones más potentes y monoplaza (una plaza), pensadas para el mundial de Supersport. También era posible pedir la 748 base con opción monoplaza. Las diferentes variantes del motor (con un peso cercano a los 54 kg), generaban al menos 71 kW (95 hp). Otros extras sobre el modelo base incluían amortiguador trasero Ohlins y discos de freno flotantes Brembo de fundición de hierro.
En 2000, Ducati renovó su línea de modelos 748 para incluir una tercera variante. El modelo base ahora se conocía como 748E, disponible como Biposto o Monoposto, con ruedas doradas de 3 radios y marco dorado. Desaparecieron los cierres rápidos Dzus del carenado, reemplazados por tornillería normal y se cambió el cabezal de dirección por uno con ángulo fijo. El amortiguador trasero se sustituyó por un Sachs-Boge y la horquilla Showa. Esto ayudó a bajar los costes.
El modelo intermedio se conocía como 748S. Este tenía ruedas Marchesini de 5 radios más ligeras y en color gris para combinar con el marco gris, y también conservaba el cabezal de dirección ajustable anterior. El amortiguador trasero ahora era una unidad Showa con horquillas Showa en la parte delantera, que usaba un recubrimiento de nitruro de titanio (TiN) en los puntales de la horquilla para "reducir la fricción estática", lo que también le daba un color dorado. El motor era el mismo que el 748E.
El modelo superior de la gama era ahora el 748R, el modelo de homologación de carreras de Ducati producido solo en cantidades muy limitadas. Este motor era nuevamente un derivado del modelo SPS pero con más ajustes. La principal diferencia es que el modelo R tiene una disposición de inyector superior en comparación con los cuerpos de mariposa tradicionales del modelo 748E y S, bielas de titanio, válvulas de titanio y sincronización de válvulas más extrema.
Como tal, el 748R tiene una caja de aire de dos partes más grande y, por lo tanto, el chasis también era diferente para acomodarlo. La suspensión elegida fue Ohlins tanto para el amortiguador trasero como para las horquillas delanteras, aunque los primeros modelos en 2000 usaban horquillas delanteras Showa de nitruro de titanio (TiN) y un amortiguador Showa. El motor incluía un embrague antirrebote muy básico para garantizar que luego fuera homologado para su uso en carreras, así como un enfriador de aceite.
Ducati también produjo una serie muy limitada (menos de 20 unidades) de 748RS, que estaban pensadas como máquinas de carreras completas y, como tales, venían sin equipo de carretera (luces, cuentakilómetros, espejos). Las partes internas y los componentes del motor eran muy diferentes a los de cualquier Ducati de carretera, utilizando una variedad de materiales livianos y de alta resistencia que los hacía extremadamente costosos de comprar, operar y mantener. La RS vino con un sistema de escape de 54 mm y se usó un tamaño y calibre ligeramente más pequeño de tubería Chromoly en el marco para reducir aún más el peso.
En 2002, Ducati también produjo la edición limitada 748S Senna, que usaba los mismos componentes que la 748S pero tenía una carrocería gris, chasis gris y llantas Marchesini de 5 radios rojas. Solo en una variante Monoposto.

## Fin de la producción y sucesora
La producción de la Ducati 748 finalizó en el año 2002. Estuvo a la venta simultáneamente con su sucesora, la 749, mientras hubo unidades en existencias de la 748. 